# ديزموند ليولين
ديزموند ليولين (بالإنجليزية: Desmond Llewelyn)‏ (و. 1914 – 1999 م) هو ممثل، وممثل أفلام، من المملكة المتحدة، ولد في نيوبورت، ويحمل رتبة عسكرية ملازم، توفي في شرق ساسكس، عن عمر يناهز 85 عاماً، بسبب حادث مرور.

## التعليم
تعلم في الأكاديمية الملكية للفنون المسرحية، في تخصص تمثيل، وكلية رادلي ‏.

## الخدمة العسكرية
خدم في الجيش البريطاني.

## وصلات خارجية
- ديزموند ليولين على موقع IMDb (الإنجليزية)
- ديزموند ليولين على موقع روتن توميتوز (الإنجليزية)
- ديزموند ليولين على موقع ألو سيني (الفرنسية)
- ديزموند ليولين على موقع ميوزك برينز (الإنجليزية)
- ديزموند ليولين على موقع أول موفي (الإنجليزية)
- ديزموند ليولين على موقع قاعدة بيانات الأفلام السويدية (السويدية)
- ديزموند ليولين على موقع إن إن دي بي (الإنجليزية)
- ديزموند ليولين على موقع قاعدة بيانات الفيلم (الإنجليزية)
- ديزموند ليولين على موقع كينوبويسك (الروسية)